# Psevdás
Psevdás är en ort i Cypern.   Den ligger i distriktet Eparchía Lárnakas, i den östra delen av landet, 27 km söder om huvudstaden Nicosia. Psevdás ligger 163 meter över havet och antalet invånare är 1 070. Den ligger på ön Cypern.
Terrängen runt Psevdás är kuperad söderut, men norrut är den platt.Trakten runt Psevdás är ganska tätbefolkad, med 179 invånare per kvadratkilometer. Närmaste större samhälle är Larnaca, 14,8 km öster om Psevdás. Trakten runt Psevdás består till största delen av jordbruksmark.